# Успенский, Владимир Алексеевич
Владимир Алексеевич Успенский (1906—1981) — советский учёный-геолог, специалист в области органической минералогии (битуминолог), доктор геолого-минералогических наук (1966).
Известный в мире ученый в области битуминологии и теории происхождения нефти и газа из органического вещества осадочных пород. Им создана схема кругооборота углерода в биосфере, впервые — генетические классификации битумов и органического вещества пород, методика количественного определения нефтематеринского потенциала пород.

## Биография

Лаборатория химии угля, 1934. Н. А. Орлов — в центре. Стоит второй справа — В. А. Успенский

Родился 2 (15) ноября 1906 года в деревне Фаевка Новгород-Северского уезда Черниговской губернии, где отец служил священником.
С 1912 года до отъезда на учёбу (1927) жил с семьей в Сибири, в Барнаульском уезде.
В 1927—1931 годах учился в Ленинградском политехническом институте, в результате реорганизации вузов в 1931 году специальность, на которой учился Успенский была переведёна в Ленинградский химико-технологический институт. Получил специальность «Пирогенетические процессы».
В 1931 году начал работать ассистентом на кафедре коксования в Коксохимическом институте в городе Сталино.
С 1932 года начал работать в НГРИ/ВНИГРИ в лаборатории химии угля под руководством профессора Н. А. Орлова.
В 1938 году был утверждён в степени кандидата химических наук, по совокупности научных трудов, без защиты диссертации.
В 1941 году был на финском фронте, участвовал в обороне Ленинграда. С апреля 1942-го по июль 1944 года был в эвакуации в городе Куйбышеве.
В 1943 году получил учёное звание «старший научный сотрудник».
Руководитель битумной лаборатории отдела генезиса нефти и газа ЦНИГРИ (1966—1968).
Доктор геолого-минералогических наук (1966).
Занимал должности старший научный сотрудник (1968—1981), консультант (1981).
Скончался в 1981 году[когда?].

## Награды и премии
- 1945 — медаль «За оборону Ленинграда»
- 1945 — медаль «За доблестный труд в Великой Отечественной войне 1941—1945 гг.»
- 1945 — медаль «За победу над Германией»
- 19?? — знак отличник социалистического соревнования в нефтяной промышленности
- 1980 — орден Ленина (27.12.1979)[3]
- 1952 — орден «Знак Почета»
- 1954 — орден Трудового Красного Знамени
- 19?? — медаль «За трудовую доблесть»
- 1960 — Премия имени И. М. Губкина, за работу по комплексному изучению и обобщению материалов по геологии нефти и нефтегазоносности Волго-Уральской области, изложенную в томах монографии «Волго-Уральская нефтеносная область» — «Тектоника», «Нефтеносность», «Девонские отложения» и «Геохимическая характеристика нефтей и других битумов» (Труды ВНИГРИ, Новая серия, вып. 100, 104, 106, 107).

## Публикации
Также опубликовал монографии:
- «Баланс углерода в биосфере» (1956),
- «Основные пути преобразования битумов в природе» (1961)
- «Основы классификации битумов» (1964).